# Taça Ribeiro dos Reis 1961-1962
La Taça Ribeiro dos Reis 1961-1962 fu la 1ª edizione dell'omonima competizione creata in onore del giornalista sportivo António Ribeiro dos Reis. La squadra vincitrice fu il Seixal.

## Squadre partecipanti e formula
In questa edizione erano presenti quattro squadre di Primera Divisão e diciotto squadre di Segunda Divisão. Le 22 squadre si sfidarono in quattro gironi da sei e cinque squadre in cui le prime avanzarono alle semifinali.

### Primeira Divisão

#### 4 squadre
| - Atlético CP | - Covilhã | - Olhanense | - Salgueiros |

### Segunda Divisão

#### 18 squadre
| - Alhandra - Barreirense - Benfica e C.B. - Boavista - Campomaiorense | - Cova da Piedade - Espinho - Farense - Lusitano VRSA - Marinhense | - Montijo - Oliveirense - Oriental Lisbona - Peniche | - Sanjoanense - Seixal - Vianense - Vila Real |

## Gruppi

### I Gruppo
| Squadra    | P.ti | G | V | N | P | GF | GS | DR  |
| ---------- | ---- | - | - | - | - | -- | -- | --- |
| Vila Real  | 7    | 4 | 3 | 1 | 0 | 14 | 5  | +9  |
| Salgueiros | 6    | 4 | 3 | 0 | 1 | 9  | 2  | +7  |
| Vianense   | 4    | 4 | 1 | 2 | 1 | 5  | 8  | -3  |
| Boavista   | 3    | 4 | 1 | 1 | 2 | 4  | 7  | -3  |
| Espinho    | 0    | 4 | 0 | 0 | 4 | 6  | 16 | -10 |

### II Gruppo
| Squadra        | P.ti | G | V | N | P | GF | GS | DR |
| -------------- | ---- | - | - | - | - | -- | -- | -- |
| Marinhense     | 8    | 5 | 4 | 0 | 1 | 9  | 8  | +1 |
| Oliveirense    | 7    | 5 | 3 | 1 | 1 | 11 | 4  | +7 |
| Covilhã        | 5    | 5 | 2 | 1 | 2 | 8  | 5  | +3 |
| Benfica e C.B. | 4    | 5 | 2 | 0 | 3 | 8  | 9  | -1 |
| Peniche        | 4    | 5 | 1 | 2 | 2 | 6  | 8  | -2 |
| Sanjoanense    | 2    | 5 | 1 | 0 | 4 | 4  | 12 | -8 |

### III Gruppo
| Squadra          | P.ti | G | V | N | P | GF | GS | DR |
| ---------------- | ---- | - | - | - | - | -- | -- | -- |
| Barreirense      | 6    | 4 | 3 | 0 | 1 | 11 | 4  | +7 |
| Atlético CP      | 5    | 4 | 2 | 1 | 1 | 12 | 5  | +7 |
| Alhandra         | 5    | 4 | 2 | 1 | 1 | 8  | 6  | +2 |
| Oriental Lisbona | 2    | 4 | 1 | 0 | 3 | 4  | 11 | -7 |
| Campomaiorense   | 2    | 4 | 1 | 0 | 3 | 5  | 14 | -9 |

### IV Gruppo
| Squadra         | P.ti | G | V | N | P | GF | GS | DR |
| --------------- | ---- | - | - | - | - | -- | -- | -- |
| Seixal          | 8    | 4 | 4 | 0 | 0 | 11 | 5  | +6 |
| Cova da Piedade | 6    | 5 | 3 | 0 | 2 | 12 | 9  | +3 |
| Olhanense       | 5    | 5 | 2 | 1 | 2 | 10 | 8  | +2 |
| Farense         | 5    | 5 | 2 | 1 | 2 | 10 | 12 | -2 |
| Lusitano VRSA   | 2    | 5 | 1 | 0 | 4 | 10 | 13 | -3 |
| Montijo         | 2    | 4 | 1 | 0 | 3 | 5  | 11 | -6 |

## Semifinali
|           | Risultato |             |
| --------- | --------- | ----------- |
| Vila Real | 3 - 2     | Marinhense  |
| Seixal    | 2 - 0     | Barreirense |

## Finale 3º/4º posto
| 1962 | Barreirense | 2 – 1 | Marinhense |  |

## Finale
| 1962 | Vila Real | 2 – 4 | Seixal |  |